# Genetta pardina
Genette pardine
Espèce
Statut de conservation UICN

 LC  : Préoccupation mineure
Genetta pardina est une espèce de mammifères de la famille des Viverridae, vivant en Afrique de l'Ouest.